# اندرو پرین
اندرو پرین (انگلیسی: Andrew Prine؛ زادهٔ ۱۴ فوریهٔ ۱۹۳۶) یک بازیگر سینما، و هنرپیشه اهل ایالات متحده آمریکا است. وی از سال ۱۹۵۷ میلادی تاکنون مشغول فعالیت بوده است.

## گزیده فیلمشناسی
از فیلم‌ها یا برنامه‌های تلویزیونی که وی در آن نقش داشته است می‌توان به آثار زیر اشاره کرد.
- معجزه‌گر (۱۹۶۲)
- چیزام (۱۹۷۰)
- یک سرخپوست کوچک (۱۹۷۳)
- روستر کاگبرن (فیلم) (۱۹۷۵)
- خرس خاکستری (فیلم ۱۹۷۶) (۱۹۷۶)
- بدون مدرک (۱۹۹۵)
- جرم بحرانی (فیلم)
- خانه شیرینم آلاباما (فیلم) (۲۰۰۲)
- بونانزا (۱۹۶۵)
- سواران کوچک (۱۹۸۸)
- فراری (مجموعه تلویزیونی) (۱۹۶۴–۶۵)
- دالاس (مجموعه تلویزیونی ۱۹۷۸) (۱۹۸۹)
- آیرونساید (مجموعه تلویزیونی) (۱۹۶۸)
- ویرجینیایی (۱۹۶۵–۱۹۶۹)
- لنسر (مجموعه تلویزیونی) (۱۹۶۸–۷۰)
- پزشک دهکده (۱۹۹۳)
- پیشتازان فضا: نسل بعدی (۱۹۹۳)
- متأهل… بچه‌دار (۱۹۹۴)
- کنن (۱۹۷۱–۱۹۷۴)
- تارزان (مجموعه تلویزیونی ۱۹۶۶) (۱۹۶۶)
- جیمز دین (فیلم) (۲۰۰۱)
- شش فوت زیر زمین (۲۰۰۴)
- سی‌اس‌آی (۲۰۰۵)
- بوستون لیگال (۲۰۰۶)
- هاوایی فایو-او (۱۹۷۵)
- زن بیونیک (۱۹۷۷)